# María Elena Limón García
María Elena Limón García (Tlaquepaque, Jalisco, 12 de junio de 1974) es una política mexicana, perteneciente al Partido Movimiento Ciudadano. Del 1 de octubre de 2015 al 28 de febrero de 2021 se desempeñó como presidenta municipal de Tlaquepaque, siendo la segunda mujer en ser presidenta de un municipio de la Zona Metropolitana de Guadalajara,  luego de que la panista  María del Rosario Velázquez Hernández desempeñó ese cargo, del 1 de septiembre de 2009 al 31 de diciembre del mismo año. 

## Biografía
María Elena Limón nació el 20 de mayo de 1963 en Tlaquepaque, Jalisco. Es hija de un padre artesano y una madre dedicada al hogar. Cursó la licenciatura en Trabajo Social en la Universidad de Guadalajara
Limón García fue militante del Partido Acción Nacional y formó parte del gobierno municipal de José María Robles – primer presidente municipal de dicho partido político en Tlaquepaque – como presidente del DIF municipal. Ocupó dicho cargo de 1998 a 2000.
Desde entonces, ha formado parte de la administración municipal y estatal, ocupando puestos tales como responsable del área de Relaciones Públicas del Ayuntamiento de Tlaquepaque y personal de comunicación en el Instituto de la Artesanía Jalisciense.
En 2012 deja el PAN e ingresa a las filas del Partido Movimiento Ciudadano, que la postula a diputada local por el distrito 16 de Jalisco. Resulta perdedora de dicha elección frente al candidato del PRI, Joaquín Portilla Wolff.
En las elecciones estatales de Jalisco de 2015 es postulada por MC a presidente municipal de Tlaquepaque, en donde resulta ganadora frente al candidato del PRI, Luis Córdova, por una diferencia de 1157 votos. Rindió protesta como presidente municipal de Tlaquepaque el 1 de octubre del 2015.
El 28 de marzo de 2018 solicitó licencia a su cargo, para participar en el proceso electoral y buscar la reelección, que obtuvo en las Elecciones estatales de Jalisco de 2018, efectuadas el 1 de julio de ese año. Comenzó su segundo trienio como presidenta municipal de Tlaquepaque el 1 de octubre de 2018.
El 28 de febrero de 2021 obtuvo licencia al cargo anterior, para participar como candidata emecista a una diputación federal, en las Elecciones federales de México de 2021, efectuadas el 6 de junio de ese año, puesto que obtuvo.